# Альбрехт Гаштольд
А́льбрехт Гашто́льд (також Альберт, О́льбрахт; варіант прізвища — Гошто́вт, вересень 1455 — грудень 1539) — державний діяч Великого князівства Литовського, один з найвпливовіших людей свого часу. Представник роду Гаштовтів гербу Абданк.
В 1501 році дворянин великого литовського князя Александра, намісник новогрудський (1503—1506), підчаший великий литовський (1505—1509), воєвода новогрудський (1508—1513), полоцький (1513—1519), троцький (1519—1522) і віленський (з 1522), великий канцлер литовський (з 1522). 
З 1513 р. — староста більський, 1514 — мозирський, до 1533 — гродненський, прибл. з 1522 — остерський.

## Біографія

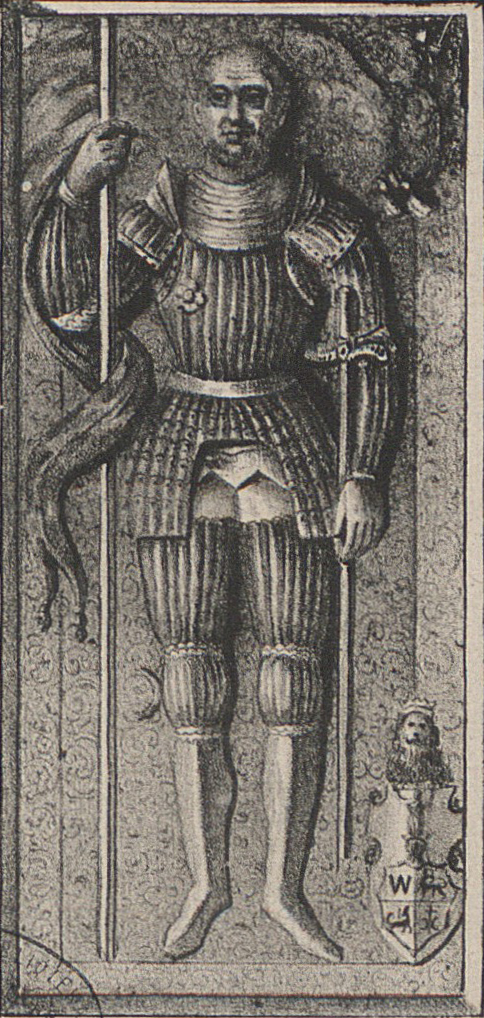
Надгробок Альбрехта Гаштольда

Рано втратив батьків. Близько 1492 р. вчився у Краківському університеті. 1503 р. брав участь в успішному поході на кримських татар. У 1505 році обороняв від татар Новогрудок. В 1507 під час війни з Великим князівством Московським, очолив оборону Смоленська, брав участь у битві під Оршею.
Не підтримав заколот Глинських, але опинився за ґратами в лютому 1509 через інтриги Миколи Радзивілла «amor Poloniae». Був випущений в 1511 році. Супроводжував короля Сигізмунда І Старого на Віденський конгрес (1515). Брав участь у війні проти Московії 1512—1522, 29 липня 1518 р. військо під його командуванням розбило воєвод великого князя московського Васілія III біля Полоцька.
З початку 1520-х рр. займав вищі державні посади, що пояснюється смертю його ворога Миколи Радзивілла. Виступав проти унії Великого князівства Литовського з Королівством Польським, в 1522 р. підтримав план королеви й великої княгині Бони Сфорци коронації Сигізмунда Августа за життя його батька. Потім ворогував з Боною, яка хотіла забрати його помістя, гетьманом Констянтином Острозьким — прибічником унії з Польщею. В 1525 р. у листі до королеви оскаржував позиції Костянтина Острозького, що, однак, не зіпсувало взаємин останнього з Боною.
Підтримував добрі стосунки з герцогом Пруссії Альбрехтом Гогенцоллерном, листувався з ним про Франциска Скорину. В 1529 р. одержав від папи римського графський титул, у 1530 р. — титул «графа на Мурованих Гераненах» від імператора Карла V.
Брав участь в створенні Першого литовського статуту 1529 р., зокрема, вніс в текст документа положення, за яким іноземцям заборонялось одержувати посади й купувати землі у Великому князівстві Литовському. Зібрав велику бібліотеку, в якій, крім кириличних рукописів, зберігались книги польською, латиною та чеською мовами. Як Остерський староста сприяв будівництву в місті замку у 1538 р.
Одружився із Софією — єдиною дочкою князя Василя Верейського. В них з'явився син Станіслав — перший чоловік майбутньої королеви Польщі Барбари Радзивілл.
Від бабусі (по-матері) — княгині Марини, вдови князя Гольшанського-Трабського і дочки князя Дмитрія Друцького-Зубровицького, до 1495 года одержав землі останнього: Бихів і Тойманов на Дніпрі, Добосню в Бобруйському старостві (у бобруйській волості), маєтки на Київщині, можливо також Шклов. Шлюб приніс йому замок Любеч, Воложин в Ошмянському повіті, Койданов, Радошковичі і Усу в Мінському повіті. Альбрехт купив, і одержав ще багато інших маєтків.